# Luke Harper
Pour les articles homonymes, voir Harper.
Jonathan Huber (né le 16 décembre 1979 à Rochester, et mort le 26 décembre 2020 à Jacksonville) est un catcheur américain. Il était connu pour son travail à la World Wrestling Entertainment (WWE) sous le nom de Luke Harper et à All Elite Wrestling (AEW) sous le nom de Brodie Lee. Il commence sa carrière de catcheur au début des années 2000 dans de petites fédérations de catch de la côte Nord-Est des États-Unis sous le nom de Brodie Lee.

## Jeunesse
Jonathan Huber fait partie de l'équipe de crosse du McQuaid Jesuit High School (en) à Rochester.

## Carrière

### Circuit Indépendant (2005-2012)

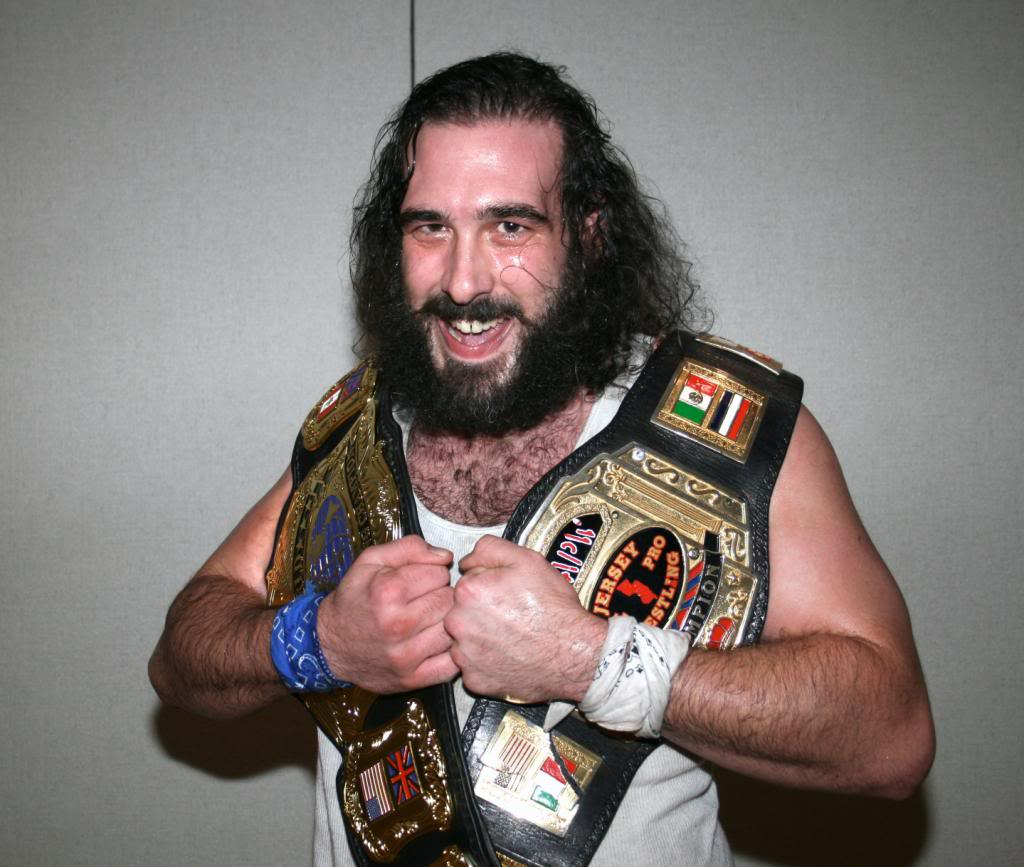
Brodie Lee sur le circuit indépendant

Il commence sa carrière à Rochester sous le nom d'Huberboy #2 et porte alors un masque. Il va ensuite lutter à la Chikara, ou il lutte contre des catcheurs qu'il reverra par la suite, comme Claudio Castagnoli, avec qui il disputa quelques matchs. Il forma également une petite alliance avec Grizzly Redwood et Eddie Kingston, appelé Roughnecks.
Il fit également quelques apparitions à la ROH, à la Dragon Gate USA et à Evolve.

### Dragon Gate USA (2010–2011)
Le 8 mai 2010, Lee fait ses débuts pour la Dragon Gate USA (DGUSA), battant Cheech, Cloudy, Kyle O'Reilly, Phil Atlas, Xtremo, Brent B. et Anthony Fiasco dans un dark eight-way fray elimination match, avant les enregistrements du pay-per-view Uprising.
Le 28 janvier 2011, lors de United: NYC, Lee, représentant le groupe heel Blood Warriors, bat Jimmy Jacobs. Le lendemain, lors de United: Philly, il subit sa première défaite à la Dragon Gate USA, quand il perd contre le Open the Freedom Gate Champion Yamato dans un non-title match.

### World Wrestling Entertainment (2012-2019)

#### Florida Championship Wrestling (2012)
Huber signe en mars 2012 un contrat avec la WWE  et débute à la Florida Championship Wrestling sous le nom de Luke Harper le 18 mai en perdant avec Benicio Salazar contre Adam Mercer et CJ Parker dans un match par équipe.
À la suite de la fermeture de la FCW, il est envoyé à la NXT, qui est devenu le nouveau territoire de développement de la WWE.

#### NXT Wrestling (2012-2013)
Il fait ses débuts à la NXT le 7 novembre en battant Jason Jordan aux côtés de Bray Wyatt qui le présente comme le "premier fils" de The Wyatt Family.
Il participe à un tournoi avec Erick Rowan pour couronner les premiers champions par équipe de la NXT, où ils perdent en finale le 13 février 2013, face à Adrian Neville et Oliver Grey et ne remportent donc pas le NXT Tag Team Championship. Le 8 mai, il remporte avec Erick Rowan le NXT Tag Team Championship en battant Adrian Neville et Bo Dallas qui remplaçait Oliver Grey, avant de les perdre face à Adrian Neville et Corey Graves le 20 juin.

#### The Wyatt Family (2013-2014)

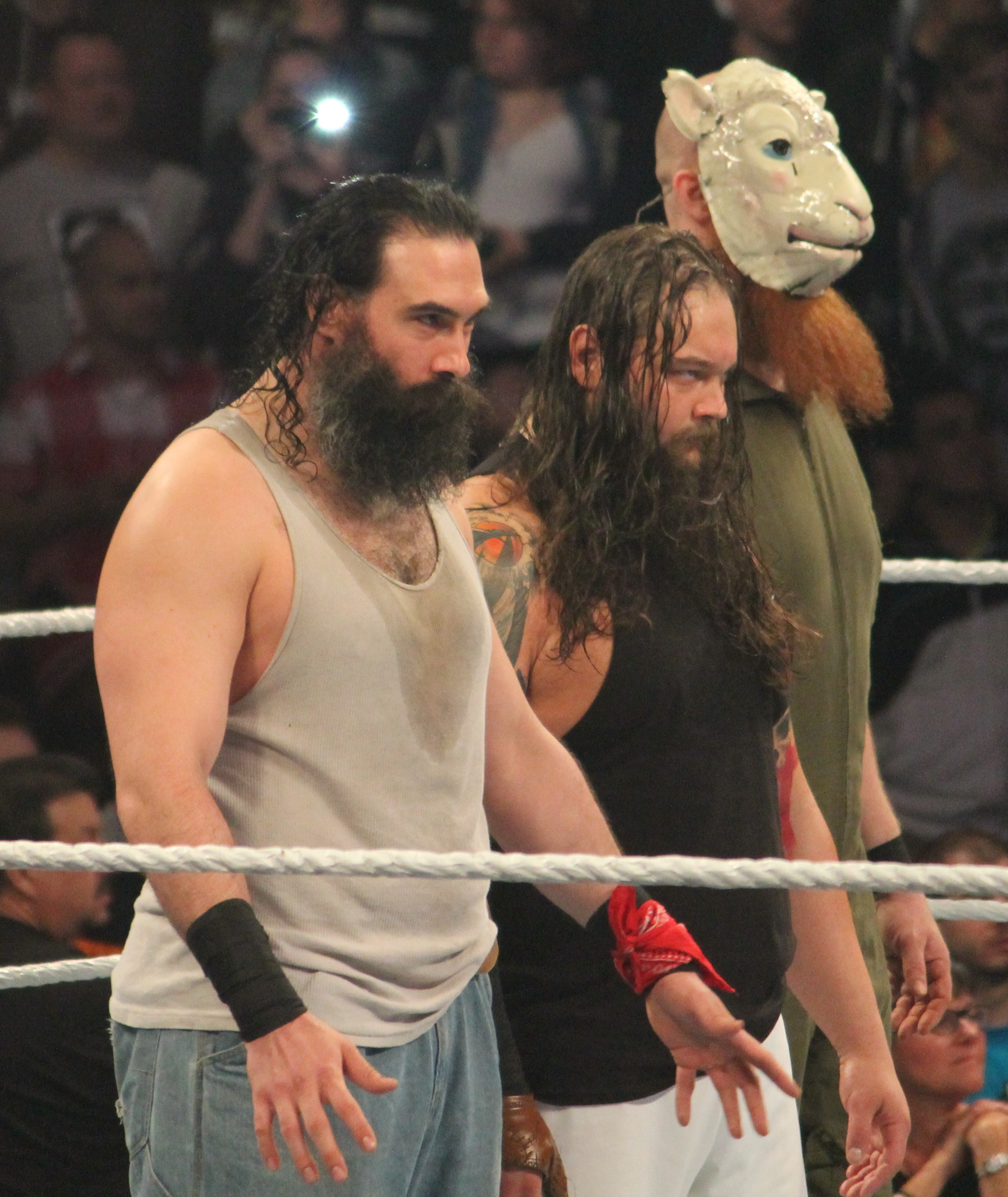
De gauche à droite : Luke Harper, Bray Wyatt et Erick Rowan.

Lors de RAW du 27 mai, une promo annonce les débuts prochainement de la Wyatt Family à RAW. 
The Wyatt Family fait ses débuts le 8 juillet à RAW, en attaquant Kane. Le 26 juillet à Smackdown, il fait son premier match avec Erick Rowan contre Brodus Clay et Tensai, match qu'ils gagnent.
Le 22 novembre, il perd son premier match simple dans le roster principal face à Daniel Bryan. Lors de Survivor Series, lui et Erick Rowan perdent face à CM Punk et Daniel Bryan. La Wyatt Family bat Daniel Bryan lors de TLC dans un 3-on-1 Handicap Match. 
Le 26 janvier 2014, il participe au Royal Rumble match lors du Royal Rumble en entrant 22e, mais il se fait éliminer par Roman Reigns.
Lors de Elimination Chamber, la Wyatt Family bat The Shield.
Lui et Rowan perdent à Money in the Bank et à Battleground dans des matches pour les WWE Tag Team Championship face aux Usos,.

#### Débuts en solo (2014-2015)
Il fait ses débuts en solo le 10 novembre à RAW en se joignant à The Authority pour les Survivor Series. La semaine suivante, le 17 novembre à RAW, il gagne l'Intercontinental Championship en battant Dolph Ziggler, avant de perdre le titre contre le même adversaire à TLC.
Le 29 mars 2015 à WrestleMania 31, il participe au Ladder Match pour l'Intercontinental Championship de Bad News Barrett, que Daniel Bryan remporte. Lors de Extreme Rules, son match contre Dean Ambrose se termine en No Contest après que lui et ce dernier aient continué leur bagarre dans une voiture avec laquelle ils ont pris la fuite. Plus tard durant le show, lui et Dean Ambrose réapparaissent pour terminer le combat, qu'il perdra.

#### Retour de la Wyatt Family et SmackDown Tag Team Champions (2015-2017)
Lors de Summerslam, lui et Bray Wyatt perdent contre Dean Ambrose et Roman Reigns. Lors du RAW suivant, il perd avec Erick Rowan par disqualification contre Dean Ambrose et Roman Reigns à la suite de l'intervention de Braun Strowman, qui se révèle être un nouveau membre de la Wyatt Family. Lors de Night of Champions, lui, Bray Wyatt et Braun Strowman battent Roman Reigns, Dean Ambrose et Chris Jericho. Lors de Survivor Series, Bray Wyatt et Luke Harper accompagnés de Braun Strowman et Erick Rowan perdent face aux Brothers of Destruction. Lors de TLC, ils battent les ECW Originals dans un 8-man Tag Team Elimination Tables match.
Le 24 janvier 2016 lors du Royal Rumble, il participe au Royal Rumble match où il rentre en 13e position mais sans succès en se faisant éliminer par Brock Lesnar en 19e position. Le 21 mars, il subit une blessure au genou ce qui l'éloigne des rings pour une durée de 6 mois.
Lors de No Mercy, il fait son retour en distrayant Randy Orton pour permettre à Bray Wyatt de remporter la victoire. Lors de TLC: Tables, Ladders and Chairs, Bray Wyatt et Randy Orton, qui avait récemment rejoint The Wyatt Family, deviennent les nouveaux WWE SmackDown Tag Team Champions en battant Heath Slater et Rhyno. Trois jours plus tard, il a été annoncé que Luke Harper avait été lui aussi reconnu en tant que champion, lui donnant le droit de défendre les titres en vertu de la "Freebird Rule". Le 27 décembre à SmackDown Live, ils perdent leurs titres au profit de American Alpha.
Le 24 janvier 2017 à SmackDown Live, il perd contre Randy Orton. À la fin du match, il se fait attaquer par Bray Wyatt qui lui porte un Sister Abigail. Quelques jours plus tard au Royal Rumble, il entre en 25e position et attaque Bray Wyatt et Randy Orton, avant de se faire éliminer par Goldberg.

#### Face Turn et Retour en solo (2017)
Lors de l'épisode de SmackDown du 2 février, il perd un match par équipe avec John Cena contre Bray Wyatt et Randy Orton. Il effectue donc un Face-Turn en quittant la Wyatt Family.
Lors d'Elimination Chamber, il perd contre Randy Orton. Il participe à la bataille royale en mémoire d'André le Géant dans le kick-off de WrestleMania 33 mais se fait éliminer en fin de match. Lors de Backlash, il bat Erick Rowan.

#### The Bludgeon Brothers, Champion par équipe deSmackDownet blessure (2017-2018)

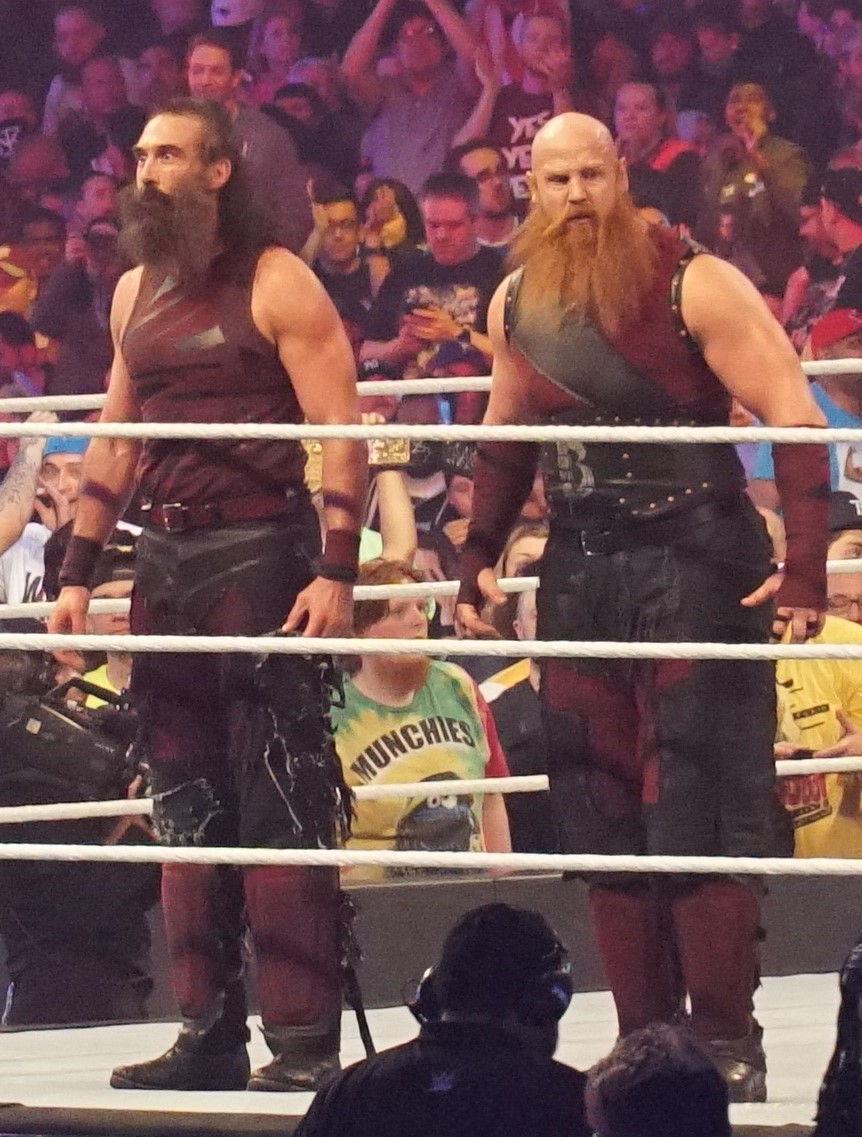
The Bludgeon Brothers à WrestleMania 34, où ils ont remporté les SmackDown Tag Team Championship.

Le 10 octobre à SmackDown Live, Rowan et lui annoncent leur nouvelle équipe nommée The Bludgeon Brothers. À partir de ce moment, il prend simplement le nom de Harper,.
Le 21 novembre à SmackDown Live, ils font leur retour sur le ring et battent The Hype Bros (Mojo Rawley et Zack Ryder). Le 17 décembre à Clash of Champions, ils battent Breezango.
Le 11 mars 2018 à Fastlane, ils attaquent les Usos et  le New Day au milieu de leur match.
Le 7 avril à WrestleMania 34, ils deviennent les nouveaux champions par équipe de SmackDown en battant les Usos et le New Day dans un Triple Threat Tag Team Match. Le 27 avril à Greatest Royal Rumble, ils conservent leurs titres en battant les Usos. Le 17 juin lors du pré-show à Money in the Bank, ils conservent leurs titres en battant Luke Gallows et Karl Anderson.
Le 15 juillet à Extreme Rules, ils conservent leurs titres en battant la Team Hell No, après les avoir attaqués plus tôt dans la soirée. Le 19 août à SummerSlam, ils perdent face au New Day (Big E et Xavier Woods) par disqualification, mais conservent leurs titres. Le 21 août à  SmackDown Live, ils perdent face au New Day (Big E et Kofi Kingston) dans un No Disqualification Match, ne conservant pas leurs titres.
Le 11 novembre, il se blesse à la main.

#### Retour, alliance avec Erick Rowan & fin de contrat (2019)
Le 7 avril 2019 à WrestleMania 35, il fait son retour en participant à la Andre the Giant Memorial Battle Royal, mais ne la remporte pas, au profit de Braun Strowman. Le 15 septembre à Clash of Champions, il refait son apparition et aide Erick Rowan à battre Roman Reigns dans un No Disqualification Match. Le 24 septembre à SmackDown Live, il permet à son partenaire de battre Daniel Bryan en distrayant son adversaire. Après le combat, ils l'attaquent avant que Roman Reigns ne vienne l'aider. Le 6 octobre à Hell in a Cell, Erick Rowan et lui perdent face à Daniel Bryan et Roman Reigns dans un Tornado Tag Team Match.
Le 8 décembre, la WWE le libère de son contrat.

### All Elite Wrestling (2020)
Le 18 mars 2020 à Dynamite, il fait ses débuts en tant que Brodie Lee, se révélant comme l'Exalted One et le leader du Dark Order et attaque SoCal Uncensored, s'établissant comme un Heel. La semaine suivante à Dynamite, il fait ses débuts sur le ring en battant QT Marshall.
Le 23 mai à Double or Nothing, il ne remporte pas le titre mondial de la AEW, battu par Jon Moxley.
Le 8 juillet à Fyter Fest Night 2, Colt Cabana, Stu Grayson et lui battent SCU dans un 6-Man Tag Team Match. Le 12 août à Dynamite, il défie Cody Rhodes dans un match, pour le titre TNT de la AEW, qui se déroulera dans 10 jours. Le 22 août à Dynmaite, il devient le nouveau champion TNT de la AEW en battant Cody Rhodes. Le 5 septembre à All Out, Colt Cabana, Evil Uno, Stu Grayson et lui perdent face à Dustin Rhodes, Matt Cardona, QT Marshall et Scorpio Sky dans un 8-Man Tag Team Match.
Le 7 octobre à Dynamite, il perd face à Cody Rhodes dans un Dog Collar Match, ne conservant pas son titre.

## Décès
Fin octobre, Jon Huber est admis à la clinique Mayo à Jacksonville pour des problèmes pulmonaires. Sa famille et l'AEW n'ont pas communiqué à ce sujet au moment de son hospitalisation. Il meurt le 26 décembre 2020 à l'âge de 41 ans, des suites d'une maladie pulmonaire (fibrose pulmonaire,), qui n'aurait aucun rapport avec la COVID-19. À la suite de son décès, ses anciens collègues de la WWE et de l'AEW célèbrent unanimement sa mémoire et témoignent à quel point l'homme, comme le catcheur, était apprécié et respecté.

## Vie privée
Jon Huber est marié à une femme qui s'appelle Amanda. Ils ont deux fils : Brodie et Nolan.

## Palmarès
- All Elite Wrestling
  - 1 fois Champion TNT de la AEW
- Alpha-1 Wrestling
  - 1 fois A1 Zero Gravity Champion
- Jersey All Pro Wrestling
  - 1 fois JAPW Heavyweight Champion
  - 1 fois JAPW New Jersey State Champion
  - 1 fois JAPW Tag Team Champion avec Necro Butcher
- National Wrestling Alliance
  - 1 fois NWA Southern Television Champion
- Next Era Wrestling
  - 1 fois NEW Heavyweight Champion
- NWA Empire
  - 1 fois NWA Empire Heavyweight Champion
- NWA Upstate
  - 2 fois NWA Upstate Heavyweight Champion
  - 1 fois NWA Upstate No Limits Television Champion
  - 1 fois NWA Upstate Kayfabe Dojo Champion
- Rochester Pro Wrestling
  - 1 fois RPW Tag Team Champion avec Freddie Midnight
- Squared Circle Wrestling
  - 2 fois 2CW Heavyweight Champion
- World of Hurt Wrestling
  - 3 fois WOHW United States Champion
- World Wrestling Entertainment
  - 1 fois Champion Intercontinental De La WWE
  - 2 fois Champion par équipe de SmackDown avec Bray Wyatt et Randy Orton (1) avec Rowan (1)
  - 1 fois Champion par équipe de la NXT avec Erick Rowan
  - Slammy Award pour le Match de l'année en 2014 - Team Cena contre Team Authority à Survivor Series

## Récompenses des magazines
- Pro Wrestling Illustrated

| Année | 2008 | 2009 | 2010 | 2011 | 2012 | 2013 | 2014 | 2015 | 2016 | 2017 | 2018 | 2019 |
| ----- | ---- | ---- | ---- | ---- | ---- | ---- | ---- | ---- | ---- | ---- | ---- | ---- |
| Rang  | 437  | 218  | 235  | 220  | 107  | 126  | 34   | 24   | 85   | 61   | 81   | 202  |

- Wrestling Observer Newsletter
  - Meilleur Gimmick en 2013 - avec The Wyatt Family